# 三澤慶一
三澤 慶一（みさわ けいいち、1988年6月11日 - ）は、長野県出身のサッカー選手。ポジションはDF、MF。

## 人物・来歴
東京学芸大卒で大宮、水戸等でプレーしたMF北原健二（現地球環境高校サッカー部監督）に次いで長野県南信地域から輩出された2人目のJリーガーで、少年時代からスピードでならした左サイドバック（少年時代はFW）。
2007年に、前橋育英高校からJ1リーグ・ヴィッセル神戸に入団。しかし2年間で公式戦出場ゼロのまま、プロ3年目を迎えた2009年に神戸からJ2リーグ・ザスパ草津へと移籍。第14節C大阪戦で初の公式戦ベンチ入りを果たしたものの、それ以降はベンチ外が続き、なかなか試合出場の機会は巡って来なかった。しかし8月10日のJ2第33節岡山戦(正田スタ）で久々にベンチ入りすると、交代出場での数分間ではあったが遂に公式戦デビューを果たす。しかしその後もベンチ外という状況が続き、9月7日の第38節熊本戦（松本平広域公園総合球技場・アルウィン）では長野県出身ということもあって初めてMDP（マッチデープログラム）の注目選手として表紙写真で紹介されたが、この試合もベンチ外だった。なお、グッズ売り場に用意された彼の背番号24のタオルマフラーはキックオフ30分前までに完売となっており、試合後には長野県の少年サッカー選手達との交流会も行われている。
シーズン終盤には監督の意向でFWにコンバートされ、3度目のベンチ入りとなった第45節岐阜戦、第46節仙台戦と、途中出場ながら2試合連続で公式戦に出場。第50節湘南戦でリーグ戦最後のベンチ入りを果たしたが、出場機会は無かった）。シーズン最後の大会である第89回天皇杯でも、2回戦SAGAWA SHIGA FC戦で交代出場し、シーズン最終戦となった3回戦FC東京戦でもベンチ入りしている。通算でベンチ入り7試合・出場4試合という結果に終わったものの、終盤戦でベンチ入りの機会が増えたこともあって翌年に向け期待を抱かせていた。しかし、この年限りで草津から戦力外となってしまう。現役続行を目指し、12月に行われたJリーグ合同トライアウトに参加したものの移籍先は決まらず、当初は現役引退が発表されていた。
2010年3月13日、東京都1部・東京23FCに入団することが発表された。草津でのチームメートだった佐藤大基から、佐藤の高校時代の同期である小山泰志が東京23FCに入団することを知り、これがきっかけとなったとのこと。さらに大学へ進学することも発表され、今後は選手、大学生を両立することになった。
2015年3月、東京23FCを退団。

## 所属クラブ
- 伊那FC[4]
- 2003年 - 2005年 FCセダック[4]
- 2004年 - 2006年 前橋育英高等学校[4]
- 2007年 - 2008年  ヴィッセル神戸
- 2009年  ザスパ草津
- 2010年 - 2015年3月  東京23FC

## 個人成績
| 国内大会個人成績 | 国内大会個人成績 | 国内大会個人成績 | 国内大会個人成績 | 国内大会個人成績 | 国内大会個人成績 | 国内大会個人成績 | 国内大会個人成績 | 国内大会個人成績 | 国内大会個人成績 | 国内大会個人成績 | 国内大会個人成績 |
| 年度             | クラブ           | 背番号           | リーグ           | リーグ戦         | リーグ戦         | リーグ杯         | リーグ杯         | オープン杯       | オープン杯       | 期間通算         | 期間通算         |
| 年度             | クラブ           | 背番号           | リーグ           | 出場             | 得点             | 出場             | 得点             | 出場             | 得点             | 出場             | 得点             |
| 日本             | 日本             | 日本             | 日本             | リーグ戦         | リーグ戦         | リーグ杯         | リーグ杯         | 天皇杯           | 天皇杯           | 期間通算         | 期間通算         |
| ---------------- | ---------------- | ---------------- | ---------------- | ---------------- | ---------------- | ---------------- | ---------------- | ---------------- | ---------------- | ---------------- | ---------------- |
| 2007             | 神戸             | 37               | J1               | 0                | 0                | 0                | 0                | 0                | 0                | 0                | 0                |
| 2008             | 神戸             | 36               | J1               | 0                | 0                | 0                | 0                | 0                | 0                | 0                | 0                |
| 2009             | 草津             | 24               | J2               | 3                | 0                | -                | -                | 1                | 0                | 4                | 0                |
| 2010             | 東京23           | 7                | 東京都1部        | 11               | 3                | -                | -                | -                | -                | 11               | 3                |
| 2011             | 東京23           | 13               | 東京都1部        | 6                | 1                | -                | -                | -                | -                | 6                | 1                |
| 2012             | 東京23           | 13               | 関東2部          |                  | 4                | -                | -                | -                | -                |                  |                  |
| 2013             | 東京23           | 13               | 関東1部          |                  |                  | -                | -                | -                | -                |                  |                  |
| 通算             | 日本             | 日本             | J1               | 0                | 0                | 0                | 0                | 0                | 0                | 0                | 0                |
| 通算             | 日本             | 日本             | J2               | 3                | 0                | -                | -                | 1                | 0                | 4                | 0                |
| 通算             | 日本             | 日本             | 関東1部          |                  |                  | -                | -                | -                | -                |                  |                  |
| 通算             | 日本             | 日本             | 関東2部          |                  | 4                | -                | -                | -                | -                |                  |                  |
| 通算             | 日本             | 日本             | 東京都1部        | 17               | 4                | -                | -                | -                | -                | 17               | 4                |
| 総通算           | 総通算           | 総通算           | 総通算           | 20               | 4                | 0                | 0                | 1                | 0                | 21               | 4                |